# ガイスラー管

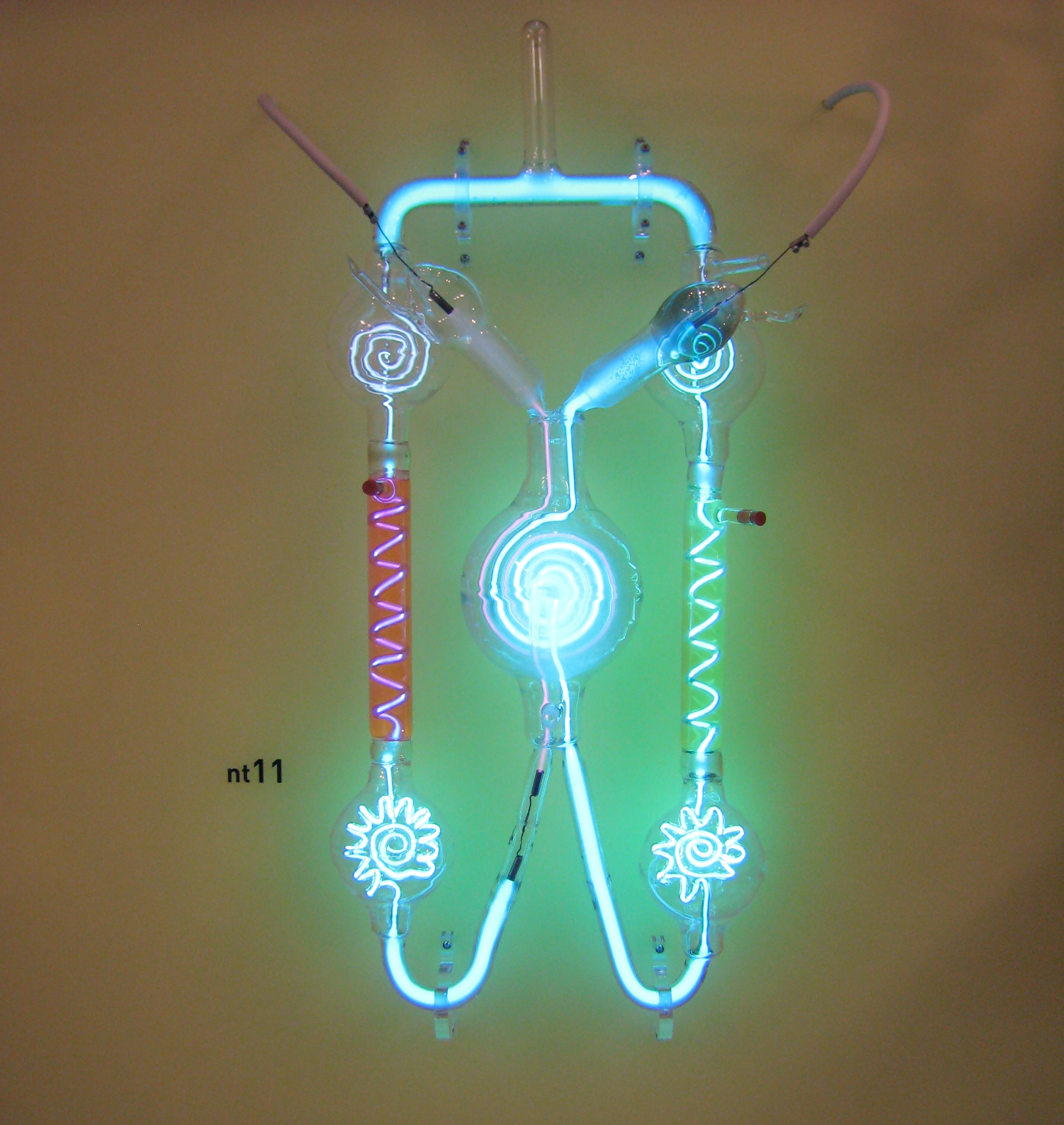
ガイスラー管

ガイスラー管（ガイスラーかん、Geissler tube）は1857年に物理学者であり、ガラス細工の技術者であったハインリッヒ・ガイスラーが発明した、減圧したガラス管に電極を設けて放電実験に用いるもので、ネオン管や蛍光灯の先駆けになった。
ガイスラー管は、低圧の貴ガスを封入したガラス管の両端に電極を設け、高電圧を加えることで放電させるものである。ガス圧が十分低下すると、放電が発生し、ガイスラー管は明るく輝き始める。輝く色はガラスの含有物、ガスの種類、ガスの圧力で異なる。放電の様子から概略の真空度を推定するのに用いられるほか、教育用の実験に用いられる。当時の科学界にインパクトを与え、改良された放電管は電子の発見やX線の発見につながっていくことになった。

## 真空計としてのガイスラー管
ガイスラー管は真空計としても使用される。真空計としてのガイスラー管は圧力を正確に測ることはできないが、一部の真空装置では、高真空に排気するため主ポンプとして拡散ポンプを使用して副ポンプにロータリーポンプを組み合わせた場合に油拡散ポンプの作動圧力領域を計るための簡易真空計として使用される。